# اجتماع جيمنيتش

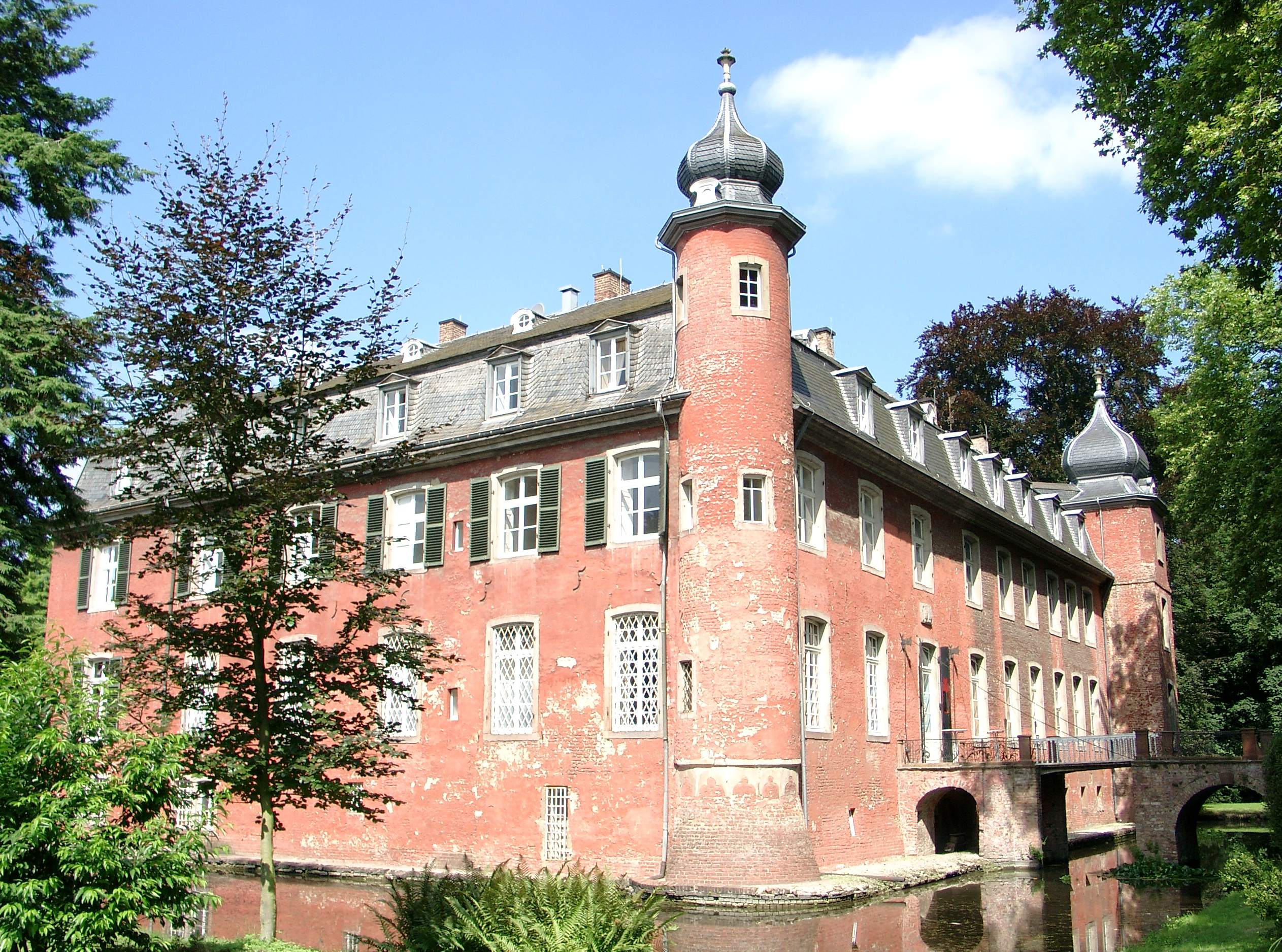
قلعة جيمنيتش، موقع الاجتماع غير الرسمي الأول لوزراء خارجية الاتحاد الأوروبي

اجتماع جيمنيتش هو اجتماع غير رسمي لوزراء خارجية الدول الأعضاء في الاتحاد الأوروبي، يتم تنظيمه وفقًا للرئاسة الدورية لمجلس الاتحاد الأوروبي منذ عام 1974 (كل ستة أشهر). الوزراء غير مصحوبين بمساعديهم، مما يجعل من السهل تبادل وجهات النظر بشكل غير رسمي وصريح. حصل هذا النوع من الاجتماعات على اسمه من أول اجتماع عقد في قلعة جيمنيتش في إرفتشتات، شمال الراين وستفاليا، ألمانيا.

## اجتماعات 2019
- بوخارست: 31 يناير - 1 فبراير [1]
- هلسنكي: 29-30 أغسطس [2]

## اجتماعات 2018
- صوفيا: 15-16 فبراير [3]
- فيينا: 30-31 أغسطس [4]